# CONCEPTION 俺の子供を産んでくれ!
『CONCEPTION 俺の子供を産んでくれ！』（コンセプション おれのこどもをうんでくれ）は、スパイク・チュンソフトより2012年4月26日に発売されたPlayStation Portable用ゲームソフト。スパイク・チュンソフト発足後の初のリリースタイトルとなる。

## 概要
『ダンガンロンパ 希望の学園と絶望の高校生』を手掛けた寺澤善徳がプロデュースを務める新作RPG。ダンジョン探索型RPG（ターン制バトル）と学園を舞台にした恋愛アドベンチャーを融合させたゲームシステムが特徴となっている。サブタイトルは、本作で登場する12人の巫女と儀式を通して誕生する多様なパーティチームメンバー「星の子」にも関係する。
2013年8月22日に第2作となる『CONCEPTIONII 七星の導きとマズルの悪夢』が発売。
2018年10月から12月にかけてテレビアニメが放送された
。テレビアニメ化に合わせて、キャラクターやエピソードなど新要素を追加したPlayStation 4版『CONCEPTION PLUS 俺の子供を産んでくれ！』が2019年1月31日に発売。

## ゲームシステム

### 星の子と愛好の儀
愛好の儀とは、プレイヤーが星の子を産むための儀式である。プレイヤーはイツキを通じて巫女を一人選んでコミュニケーションをとったり、ダンジョン内を探索したりすることで、キズナポイントを手に入れることができる。星の子のステータスや属性はキズナポイントや親の性質、ほかにも器となる"マトリョーシカ"の種類に左右される。また、これらの性質は星の子が就くことが可能な職業にも影響する。
星の子は、巫女とイツキが"マトリョーシカ"に魂を注ぎ込むことによって誕生し、本作において性的描写は見られないため
、アダルトゲームに該当しない。
誕生した星の子は、1〜4人のチームを組み、ケガレとの戦いに臨む。

## 登場人物
特記がない限り、演じる声優はゲーム版、テレビアニメ版ともに共通。

### 主人公
弓削 イツキ（ゆげ イツキ）
声 - 小野友樹
本作品の主人公。誕生日は9月20日。血液型はA型。
人と話すことが苦手な少年。女性から寄せられる好意にはかなり鈍感。魔法世界・グランバニアに救世主「マレビト」として召喚される。マヒルを始め他の星の巫女達と親交を深め、12人の星の子を誕生させる使命を果たしていく。迷宮に出没する星座のケガレを倒し、力を失った「星授」を回収し新しい「星授」を納める。

### 12星座の巫女
本作品のヒロインとなるキャラクターたち。星の子を生み出す「愛好の儀」を行うには彼女らの協力が不可欠となる。
粉月 マヒル（こなつき マヒル）
声 - 加藤英美里
血液型はA型。イツキの従姉妹で、幼馴染でもある乙女座の巫女（左頬に乙女座の紋章が浮かんでいる）。
妊娠検査器の陽性反応に驚くも、巫女として転生した際に体内のケガレを吐き出すため、妊娠と同じ状態になることが原因と判明。その後、愛好の儀により乙女座の星の子を誕生させるマレビトとして呼ばれた。最初は愛好の儀に対して大人の時間的な事を考えていたが、行うと同時に星の子が誕生したため、ちょっと拍子抜けしていた。イツキには幼い頃から好意を抱いており、星の子達と危険な場所に出入りしているイツキを心配している。星神祭ではフェミルナの父の頼みでユズハと共にランチパックリを出店販売する事になった。
いつもおっさん臭い言動をするマナを苦手としている。
アリー
声 - 遠藤綾
血液型はA型。牡羊座の巫女である修道女。普段は訪れる人々の対応や、子供の世話をする心優しいお姉さん的存在だが、武器などを開かずの間にコレクションしているという裏の顔を持つ。イツキがプレゼントを渡した際には豹変し、サングラスをかけてイツキをストーカーするという行動に出ている。そして自分の武器コレクションをイツキに告白し、彼が武器を持ってポーズを取る姿とコレクションしている武器などに目を奪われ、セイヤと共に撮影会となる。イツキからしたら真面目で近寄りがたい人と思われていたが、武器マニアという趣味を告白した事で、イツキとの親交が深まり愛好の儀を執り行ったが、彼女のみやり方が違い、鞭を持ちベッドに横たわるイツキを踏みつけ鞭で叩きまくるというブラック要素満載というSMプレイ的なやり方になっている。普段真面目な分、その反動であると思われる。
タルア
声 - 大原桃子（ゲーム） / 杉山里穂（テレビアニメ）
血液型はO型。牡牛座の巫女。郵便配達員見習いで猪突猛進な性格と同時に、牛のごとく走って郵便配達しているという。しかも高い所には跳び上がっている。そんな配達に不安を覚え始め、マナの占いを頼ったりしていたくらい。その後、配達再開した時うっかり配るはずの手紙を多数ばら撒いてしまい、それを偶然出会ったイツキと拾った後、一緒に配達していき、配達中にイツキ宛の手紙を自分で書きそれをイツキ自身に渡した事で、彼に対する想いを告白する。その後、愛好の儀を行い、牡牛座の星の子を誕生させた。
リリス / リリィ
声 - 阿澄佳奈
血液型はAB型。双子座の巫女である占い師。普段は穏やかな性格のリリスという少女だが、強いショックを受けると、裏の人格であるリリィが出てくる。リリィの方は気が強くリリスとは対照的で、髪の色も変わる。リリスの時は緑色の髪をしているが、リリィになるとピンク色に変色する特徴を持っている。マナの提案で浜辺に遊びに行った時、イツキを占った事で死相が出ているとリリスは占うが、一向にイツキは信じてくれなく涙まで流すほどで、そのショックのせいかリリィに変わりリリスを泣かした事を問い詰める。そして、セイヤを占った時に彼の運命を変えるという方法を見せた事でイツキに信じてもらい、それがきっかけで彼との親交が深まりリリスとリリィと共に愛好の儀を行い、自分の星の子を誕生させる事でイツキを死相から守れると占っている。
ルカ
声 - 大本眞基子
血液型はA型。蟹座の巫女で、相手の心を読める「ツクヨミ」という能力者。その力ゆえに人との関わりを極力避けているが、イツキは異世界人であるため、彼の心を読むことはできない。マナの発案で、偶然を装ってイツキに道でぶつかり運命の出会いを演出しようとするが失敗に終わる。孤児院の手伝いをしていて、そこの子供たちにとってはお世話好きの良いお姉さん。イツキがそれを偶然見かけたことから愛好の儀を頼まれる。最初はツンデレ要素満載であったが、今はイツキを信頼しており、無事に蟹座の星の子を誕生させた。
フェミルナ
声 - 藤田咲
血液型はB型。獅子座の巫女。グランバニアでは有名な大富豪の令嬢で、名家に育ったためプライドが高く、かなりわがままなところがある。ランチパックリという有名商品を売っているせいで、コレットのパン屋が経営難に陥っている事をイツキから相談を受けたが、商売上話を聞く事ができなく断った時、うっかり転倒しテーブルに頭をぶつけ、気絶してしまう。気が付くとクライ倉庫らしき場所に監禁され、紙袋を被った謎の男にパンを食べろと指示されるが、何かの罠であると警戒心ムンムンでなんとか脱出しようと小さな窓らしき物をみつけ開けるとその先は辺り一面草原しか見えなく、外に出る事もできなかった。そして、差し出されたパンに手付かずが長い時間続き、ついには空腹で伸びてしまう。だがそれは自分を改心させるため、イツキとマナの作戦で場所提供はコレットが倉庫を貸してくれていただけで、しかも鍵もかかっていなく頭を抱え壁に向かって悩んでいた時、コレットが出入りしていてそれにまったく気が付いていなかった。イツキからすべての事情を聞き、真っ直ぐ自分を見てくれるイツキにときめき、なぜかイツキと倉庫で2人で過ごすという流れになり（その間もコレットが出入りしている）、そのまま愛好の儀まで行きイツキに襲い掛かる形になっている。今まで知っている男性は父親の権力に寄って来るだけのハイエナのような存在と思っていたが、イツキとの出会いにより彼だけに自分の肌を見せるくらいまでになっている。
ミレイ
声 - 小林沙苗
血液型はB型。天秤座の巫女であるグランバニア王国の宮廷魔術師。頭脳明晰で、研究以外のことに興味を持たないため、恋愛に関しては否定的であるが、マナの企画したイベント＝バッテラによりローションを被り階段を上がるゲームに参加、見事登り切った。ローションでメガネが汚れ外した状態でバラ湯に入り、イツキに身を任せるという事で彼に対する想いが変わり、スゥと同じくイツキが握ったお寿司を食べた事で彼に対する想いに目覚め、スゥとの愛好の儀時に自分が調合した媚薬入り催眠ガスを持って乱入してくる。それにより、スゥと共に星の子を誕生させるに至る。
レオーネ
声 - 山口由里子
血液型はA型。蠍座の巫女。巫女とマレビトの体調管理を行う宮廷医師。グランバニアでイツキとマヒルが最初に出会った巫女で、彼女には病死した弟がいて、その弟がイツキに似ていたという話を彼とした後、ファルンと共にＷ愛好の儀を行った際、あまりの激しさにより足腰立たなくなった。
スゥ
声 - 喜多村英梨
血液型はO型。射手座の巫女。学校の飼育小屋で動物を飼育しているが、その動物たちは学校のものではなく、彼女が家から連れてきたもの。マナのイベントにより動物達と共にイツキとデートをする。そのデート時に自分の両親はケガレにより殺されてしまい、1人になってしまったという昔話をする。その後、イツキの握ったお寿司を食べた事で、彼に対する好感度がアップし、イツキは自分が選んでくれた事で猫のコスプレをして愛好の儀を行う事になるのだったが、ミレイの乱入と同時に媚薬入り催眠ガスにより共に理性を失ったイツキによりミレイと共に愛好の儀に至り、星の子を誕生させた。
ファルン
声 - 荒浪和沙
血液型はA型。山羊座の巫女。旅回りの踊り子で、城下町の酒場で働いている。イツキには早く世界を救ってもらってまた旅に出たいと考えていて、それを偶然酒場に来たイツキに告白するが、イツキのプレイによって彼にときめき、レオーネと共にＷ愛好の儀を行った後には、足腰立たなくなるくらい激しかった様子。
コレット
声 - 下田麻美
血液型はO型。水瓶座の巫女。パン屋を経営し、いろいろな手作りパンを制作。カリスマ・パンシェフを自称し、祖父の作ったパン屋を一人で明るく切り盛りしている（話では祖父は亡くなったような話方をしているが、実際は祖父は健在である）。しかしランチパックリという新商品により、パン屋に来るお客さんがいなくなりイツキと考えていた時、祖父が作っていた『幸せのパン』を思い出しイツキと共にいくつかの試作版を製造（中にはあまり人にお見せできないのも雑じっている）し、ついに『竹輪ソーセージパン』を完成させ、星神祭の出店商品として販売。その後、体育倉庫にイツキを案内し、愛好の儀を行うが自分はパンにイツキはソーセージの着ぐるみを着て、行うという面白い展開になっていた。
ユズハ
声 - 藤井ゆきよ
血液型はA型。魚座の巫女。人とのコミュニケーションが苦手な絵描き。最初はイツキとまともに話す事ができなかったが、購買でパンを買う事ができなく彼からパンをくれた事がきっかけで仲良くなれ、イツキを『お兄ちゃん』と呼ぶようになる。その後、イツキと時間を共に過ごしていく事で愛好の儀を執り行うにまで至っている。
寝る時は棺桶の中で寝ているという。しかも、幼い頃に眠り病という病を抱いていて、眠る事で命を削ってしまう。棺桶の中でなら誰にも迷惑をかけないという半分引き篭もりなところがある。
アーフィー
声 - 加隈亜衣
星の子たちの訓練係を務める少女。訓練時は星の子達をもっと強くするために心を鬼して特訓に励む鬼教官であるが、なぜかイツキの前だと手の平を返したように鬼教官モードからデレデレモードに変貌してしまう。昔のアイドルグッズが好き。実は彼女は巫女の1人で、すでに12人の巫女が揃ってしまったため、ずっと一歩下がった場所でイツキを想っていたが、13番目の迷宮が出現した事で13人目の星座の巫女としてイツキとお近づきになれると考え、彼とはトレンディーな出会いとデートを希望していたが、マナとの助言まではずっと空振り状態が続いていた。最終的に自分の部屋にイツキを招き、いろいろと思い出話をした事で絆が深まっていき、イツキから子供を産んでほしいと言われた後、腹を下し気絶するというオチになってしまったが、イツキから送られたドレスを着て愛好の儀に至る。
その正体は30年前にこの世界に現れたマレビトと巫女の間に生まれた娘で、巫女の力『蛇使い座』を持った元星の子(力は既に失われている)。
『PLUS』からの新規追加キャラクターで、テレビアニメ版にて先行登場。

#### 星の子たち
以下はテレビアニメ版によるもの。12星座の巫女には直接ケガレに立ち向かう力は無い。その代わり弓削イツキを筆頭に星の子たちが戦士として戦うことになる。Ｗ愛好の儀で誕生した子は他の星の子よりも優れている。
バルゴ
声 - 加藤英美里
粉月マヒルとの愛好の儀で誕生した乙女座の星の子。ファイター。
キャンサー
声 - 大本眞基子
ルカとの愛好の儀で誕生した蟹座の星の子。クレリック。
スカルビ
声 - 山口由里子
レオーネとのＷ愛好の儀で誕生した蠍座の星の子。マジシャン。
カプリ
声 - 荒浪和沙
ファルンとのＷ愛好の儀で誕生した蠍座の星の子。パラディン。
ビスケス
声 - 藤井ゆきよ
ユズハとの愛好の儀で誕生した魚座の星の子。バーサーカー。
ジェミ
声 - 阿澄佳奈
リリス＆リリイとの愛好の儀で誕生した双子座の星の子。
リエス
声 - 遠藤綾
アリーとの愛好の儀で誕生した牡羊座の星の子。モンク。
レオ
声 - 藤田咲
フェミルナとの愛好の儀で誕生した獅子座の星の子。
アクエリアス
声 - 下田麻美
コレットとの愛好の儀で誕生した水瓶座の星の子。
タウラス
声 - 杉山里穂
タルアとの愛好の儀で誕生した牡牛座の星の子。
サジタリアス
声 - 喜多村英梨
スゥとのＷ愛好の儀で誕生した射手座の星の子。アーチャー。
ライブラ
声 - 小林沙苗
ミレイとのＷ愛好の儀で誕生した天秤座の星の子。
ラサル
声 - 加隈亜衣
アーフィーとの愛好の儀で誕生した13人目の星の子。アーフィーの娘だが『蛇使い座』なのかは不明。

### その他
シャングリラ
声 - 松田健一郎
グランバニアを治める王。彼自身も過去にグランバニアに召喚されたマレビトで、マナを保護した者である。
マナ
声 - ゆりん
王の命によりイツキのお守り役を務める雌の妖精。勤めは果たしているが、ほとんど18禁とも言うべき腐女子的な性格で、イツキに様々な淫らな知恵を授けていく。しかし、その行き過ぎた行動にはマヒルに嫌われているところがある。セイヤとは親しい間柄で何かと情報を漏らしてしまっている。
その正体は100年前に国の魔術師によって迷宮から連れ出されたケガレ。
アニメ版最終回では事件解決後は人間の少女へと変貌を遂げた。
ナルシステス
声 - 平川大輔
グランバニアの宮廷学者。星神学園にて巫女たちの特別クラスの担任も受け持つ。
セイヤ
声 - 河西健吾
イケメンで女子に人気の学園のアイドル。ナルシスト。学園一のプレイボーイで巫女たちを順番で付きまとうため彼女から嫌われている。マナやアリー、アーフィーとは親しい。実はホモセクシュアルで、趣味のカメラで弓削イツキの写真を撮るのが好き。
13番目の幻影
声 - 速水奨
封印されていた13番目の迷宮に潜むケガレ神。他のケガレ神と異なり話すことができる。

## 用語
巫女
グランバニアの民から選ばれる存在。

星屑の迷宮
グランバニアにある迷宮。普段は封印されているが、解樹の儀を巫女が行うことで、出入りが可能である。

## スタッフ
- プロデューサー - 寺澤善徳[3]
- 音楽 - 甲田雅人[3]
- キャラクターデザイン - 大塚真一郎[3]
- オープニングテーマ - ナノ「Destiny 〜12回目の奇跡〜」[16]
- エンディングテーマ - marina「Birth 〜悠久の巡り星〜」[16]

## テレビアニメ
『CONCEPTION』（コンセプション）のタイトルで、2018年10月より12月までサンテレビほかにて放送された。

### スタッフ（アニメ）
- 原作 - スパイク・チュンソフト[10]
- 監督 - 元永慶太郎[10]
- シリーズ構成 - 柿原優子[10]
- キャラクター原案 - 大塚真一郎[10]
- アニメーションキャラクターデザイン - 奥田陽介[10]
- 総作画監督 - 奥田陽介、熊田明子
- プロップデザイン - 岩畑剛一、鈴木典孝
- 美術監督 - 峯田佳実
- 美術設定 - 大久保修一、友野加世子、乗末美穂
- 色彩設計 - 佐々木梓
- 撮影監督 - 横山翼
- 編集 - 木村祥明
- 音響監督 - えびなやすのり
- 音楽 - 甲田雅人[10]
- 音楽制作 - 創通音楽出版
- プロデューサー - 目黒大樹、大貫一雄、岡田登志男、鷹木純一、小池哲、大和田智之、飛田野和彦、石橋有希子 (第2話 - 第12話)
- アニメーションプロデューサー - 内藤祐史
- アニメーション制作 - GONZO[10]
- 製作 - コンセプ製作委員会

### 主題歌
オープニングテーマ「Star light, Star bright」
作詞・歌 - ナノ / 作曲・編曲 - WEST GROUND、堀江晶太
第1話、第12話ではエンディング位置で使用。
エンディングテーマ
「Desires」（第1話 - 第7話、第9話 - 第11話）
作詞・作曲 - ZAI-ON / 編曲 - WEST GROUND / 歌 - 沼倉愛美
「セーラー服と機関銃」（第8話）
作詞 - 来生えつこ / 作曲 - 来生たかお / 編曲 - 青木宏憲 / 歌 - アーフィー（加隈亜衣）

挿入歌「I Love You」
作詞・作曲 - 原田アツシ / 編曲 - 伊賀拓郎 / 歌 - 沼倉愛美
なお、一話の挿入歌には「Destiny 〜12回目の奇跡〜」のメロディが使用されている。

### 各話リスト
| 話数 | サブタイトル                                                | 脚本     | 絵コンテ            | 演出                  | 作画監督 |
| ---- | ----------------------------------------------------------- | -------- | ------------------- | --------------------- | --- |
| #1   | 俺の子ども!?                                                | 柿原優子 | 元永慶太郎          | 元永慶太郎            | 阿部恒 管振宇 李少雷 |
| #2   | 俺の子どもを、産んでほしい                                  | 柿原優子 | 柳沼和良 元永慶太郎 | 元永慶太郎 松村樹里亜 | 大野勉 松本裕一 吉岡敏幸 |
| #3   | 俺の子ども、産んでみない？                                  | 池田ゆき | 板井寛樹 元永慶太郎 | 武市直子              | In Taesun Cho Yongjoo Seo Soonyoung |
| #4   | 俺の子どもを、産んでください！                              | 金杉弘子 | 永居慎平            | 前屋俊広              | 邱明哲 山本径子 K-pro |
| #5   | 俺もすっかり、子だくさん                                    | 池田ゆき | 木村延景            | 木村延景              | 久保光寿 |
| #6   | 俺の子どもを、ぶぼべべべ！                                  | 鴻野貴光 | 岩畑剛一            | 元永慶太郎            | 大野勉 管振宇 李少雷 |
| #7   | 俺のちくわに、なってくれ！                                  | 金杉弘子 | 栗井重紀            | 松村樹里亜            | 阿部恒 KIM YONG-SIK |
| #8   | 俺の子どもを、へいらっしゃい！                              | 柿原優子 | 永居慎平            | 半田大貴              | 涂鴉侠 竹内一将 吉田肇 山本雄貴 |
| #9   | 俺とおまえで、産んでみよう!!                                | 広田光毅 | 島崎奈々子          | 島崎奈々子            | Kim Daehoon Cho Yongjoo |
| #10  | 俺の子どもが、13人!?                                        | 池田ゆき | 永居慎平            | 秦義人                | 清水恵蔵 桝井一平 鈴木伸一 小林ゆかり 山本径子 松本裕一                                                                                        |
| #11  | まさかあたいに子どもを産んでくれと 言うつもりじゃなかろうな | 金杉弘子 | 永居慎平            | 武市直子              | しまだひであき 管振宇 李少雷 大野勉 鈴木彩子                                                                                                   |
| #12  | 俺の子どもを、産んでくれ！                                  | 鴻野貴光 | 元永慶太郎 岩畑剛一 | 元永慶太郎            | 阿部恒 飯島弘也 松本裕一 熊田明子 石橋友紀恵 大野勉 武藤信宏 Joao ANIHOUSESUN Kim Heekang Seo Soonyoung In Taesun ティーエーピー 管振宇 李少雷 |

### 放送局
| 放送期間                      | 放送時間                      | 放送局     | 対象地域 | 備考                             |
| ----------------------------- | ----------------------------- | ---------- | -------- | -------------------------------- |
| 2018年10月10日 - 12月26日     | 水曜 1:30 - 2:00（火曜深夜）  | サンテレビ | 兵庫県   |                                  |
|                               |                               | BS11       | 日本全域 | 製作参加 / BS放送 / 『ANIME+』枠 |
|                               | 水曜 1:40 - 2:10 （火曜深夜） | TOKYO MX   | 東京都   |                                  |
| 2018年10月17日 - 2019年1月2日 | 水曜 22:30 - 23:00            | AT-X       | 日本全域 | CS放送 / リピート放送あり        |

| 配信期間                  | 配信時間                   | 配信サイト                               |
| ------------------------- | -------------------------- | ---------------------------------------- |
| 2018年10月10日 - 12月26日 | 水曜 1:30（火曜深夜） 更新 | GYAO!                                    |
| 2018年10月13日 - 12月29日 | 土曜 2:00（金曜深夜） 更新 | あにてれ ひかりTV FOD                    |
|                           | 土曜 12:00 更新            | バンダイチャンネル U-NEXT アニメ放題     |
| 2018年10月15日 - 12月31日 | 月曜 12:00 更新            | dアニメストア                            |
| 2018年10月20日 -          | 土曜 2:00（金曜深夜） 更新 | ビデオマーケット Rakuten TV Amazonビデオ |
|                           | 土曜 10:00 更新            | ビデックスJP                             |
| 2018年10月22日 -          | 月曜 12:00 更新            | ふらっと動画                             |

### BD / DVD
| 巻 | 発売日        | 収録話          | 規格品番   | 規格品番   |
| 巻 | 発売日        | 収録話          | BD         | DVD        |
| -- | ------------- | --------------- | ---------- | ---------- |
| 1  | 2019年2月27日 | 第1話 - 第3話   | ZMXZ-12841 | ZMBZ-12851 |
| 2  | 2019年3月27日 | 第4話 - 第6話   | ZMXZ-12842 | ZMBZ-12852 |
| 3  | 2019年4月24日 | 第7話 - 第9話   | ZMXZ-12843 | ZMBZ-12853 |
| 4  | 2019年5月24日 | 第10話 - 第12話 | ZMXZ-12844 | ZMBZ-12854 |

### Webラジオ
2018年10月8日から2019年1月14日まで、音泉にて『ラジオCONCEPTION〜私のラジオを聴いてくれ！〜』が毎週月曜日に配信された。パーソナリティは粉月マヒル役の加藤英美里。全13回。
ゲスト
- 第1回(2018年10月08日) - 小野友樹
- 第2回(2018年10月15日) - 山口由里子
- 第3回(2018年10月22日) - 大本眞基子
- 第4・8回(2018年10月29日・ 11月26日) - 下田麻美
- 第5回(2018年11月5日) - 阿澄佳奈
- 第6回(2018年11月12日) - 藤井ゆきよ
- 第7回(2018年11月19日) - 藤田咲
- 第9・12回(2018年12月3日・12月24日) - 加隈亜衣
- 第10回(2018年12月10日) - 小野友樹 平川大輔 河西健吾
- 第11回(2018年12月17日) - 喜多村英梨
- 第13回(2019年1月14日) - ゆりん

| BS11 水曜 1:30 - 2:00（火曜深夜） 枠 | BS11 水曜 1:30 - 2:00（火曜深夜） 枠          | BS11 水曜 1:30 - 2:00（火曜深夜） 枠 |
| 前番組                               | 番組名                                        | 次番組                               |
| ------------------------------------ | --------------------------------------------- | ------------------------------------ |
| 通販番組枠                           | CONCEPTION 【本番組のみ『ANIME+』・アニメ枠】 | 広告会社、男子寮のおかずくん         |